# Circassie
La Circassie est une région historique située au nord du Caucase sur la côte de la mer Noire. Elle comprenait la côte et la majeure partie du territoire de l’actuel kraï de Krasnodar en Russie. Aujourd’hui, des Circassiens, locuteurs de langues abkhazo-adyguéennes (branche des langues caucasiennes) vivent encore dans les républiques de Karatchaïévo-Tcherkessie, de Kabardino-Balkarie et d’Adyguée de la fédération de Russie : ce sont les descendants de ceux qui ont échappé à l’expulsion de 1864-67, mais la plupart vivent dans la diaspora, principalement en Turquie mais aussi dans d’autres pays.

## Géographie
La Circassie est bordée à l’ouest par la péninsule de Taman, la mer d'Azov et la mer Noire, au sud par l'Abkhazie et la Kabardino-Balkarie, au nord par le fleuve Kouban et à l’est par les territoires alains formant aujourd’hui le kraï de Stavropol.
La Circassie tire son nom de ses habitants traditionnels : les Circassiens (qui préfèrent s’appeler Adyguéens et sont aussi appelés Tcherkesses ou Kabardes). Les Adyguéens ne représentent aujourd’hui qu’une petite partie de la population de cette zone. La République d’Adyguée, membre de la fédération de Russie, est enclavée dans le kraï de Krasnodar.

## Histoire
Après en avoir été victimes lorsqu'ils n'étaient pas encore islamisés, les Circassiens devenus musulmans ont à leur tour pratiqué la traite orientale des esclaves à partir du XVIe siècle au détriment des populations russes méridionales et au profit de leurs clients ottomans : leurs razzias, contre lesquelles l'Empire russe établit en travers de leurs routes les cosaques du Kouban, prirent fin avec la guerre de cent ans que leur livra l'Empire russe de 1764 à 1864 et qui se conclut par la déportation des Circassiens vers l'Empire ottoman. Privés de leurs troupeaux au profit des cosaques, pourvus d'un pécule compensatoire symbolique, débarqués à Trébizonde, Samson, Sinope ou Constantinople, ils furent dispersés dans l'Empire ottoman entre les Balkans, l'Anatolie et le Moyen-Orient ottoman (aujourd'hui Liban, Jordanie, Palestine, Israël et Égypte),.
La diaspora circassienne commémore chaque année sa déportation qu'elle qualifie a posteriori de « nettoyage ethnique ».

Histoire de la Circassie
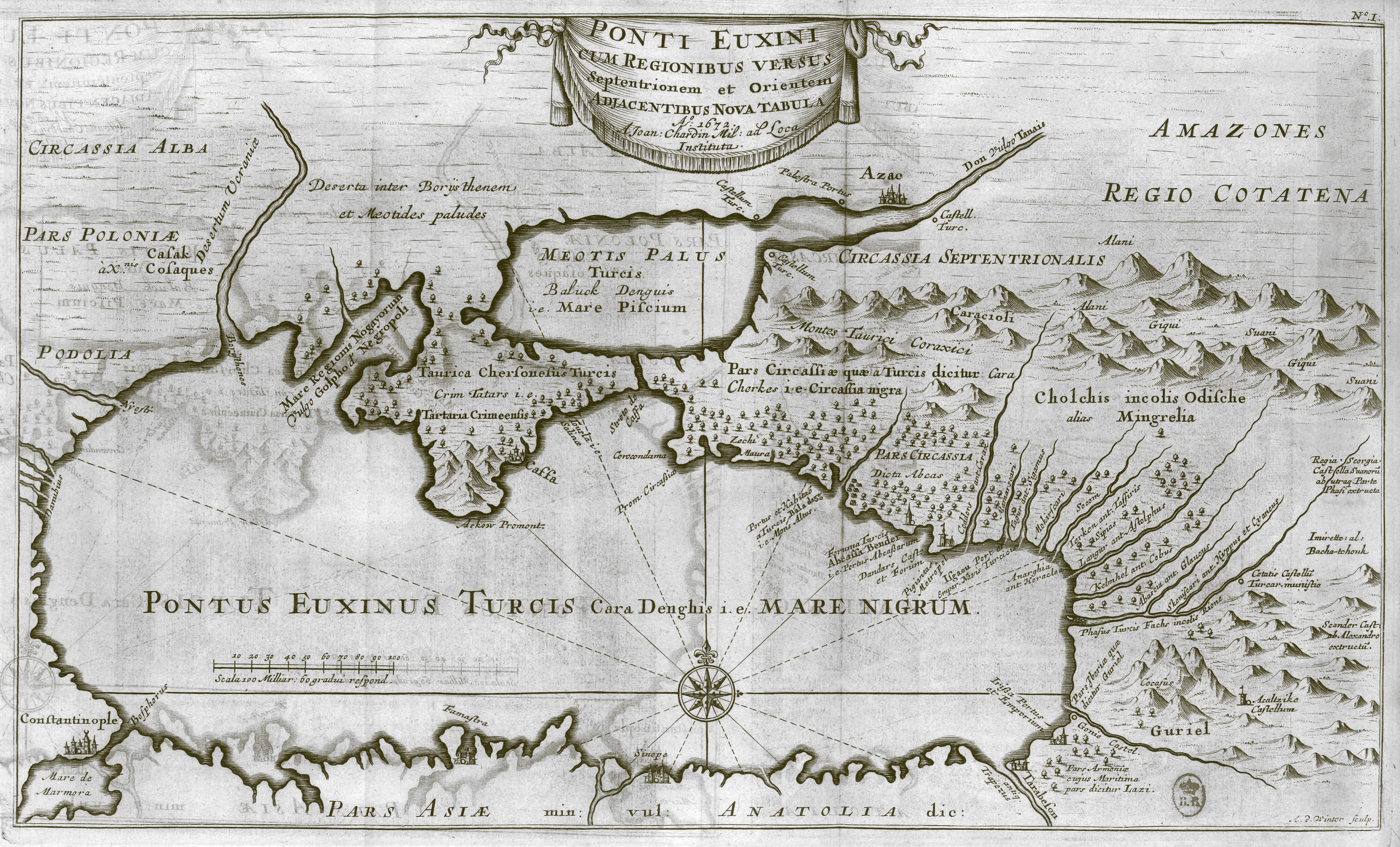
Carte de la Mer Noire par Jean Chardin (1672).
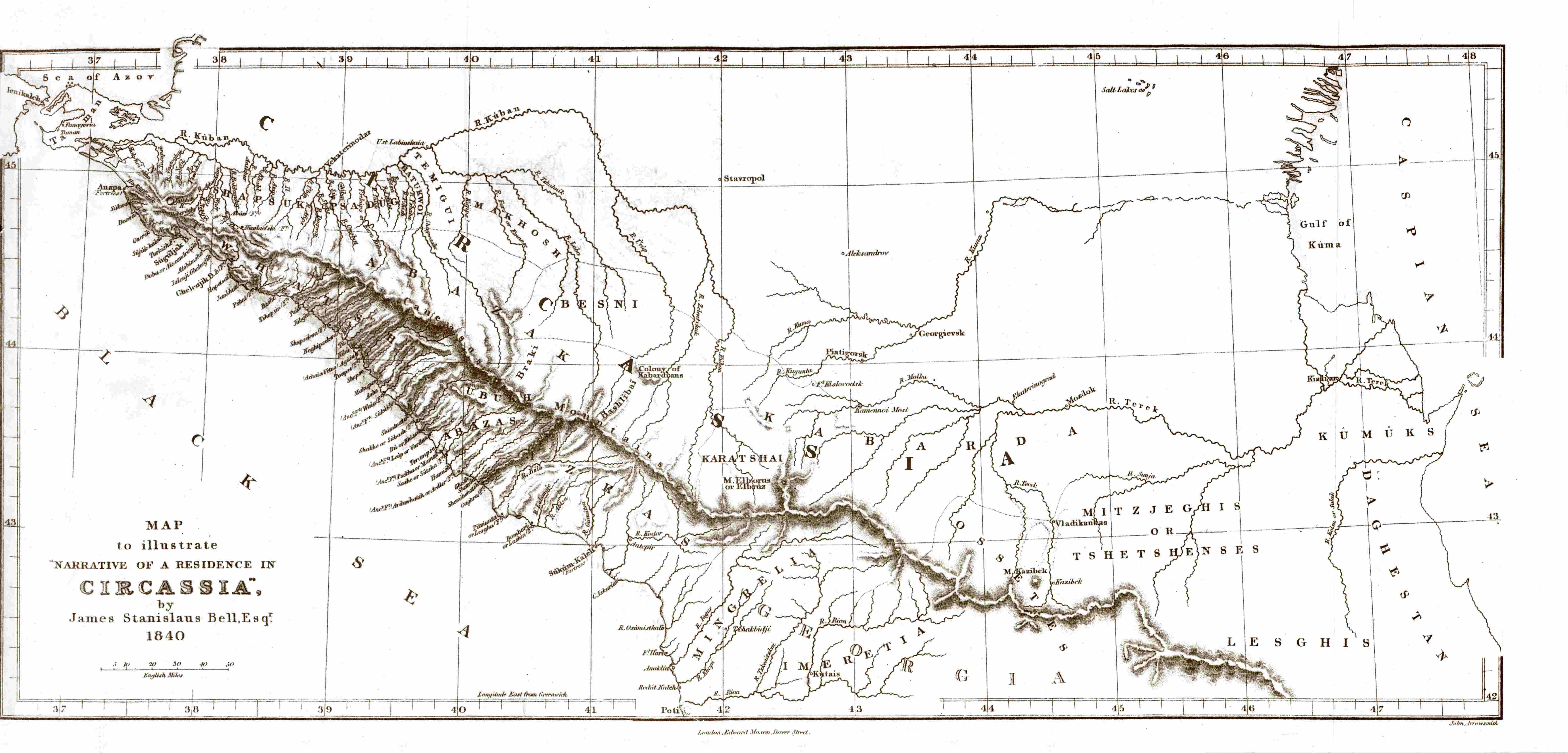
La Circassie en 1840.
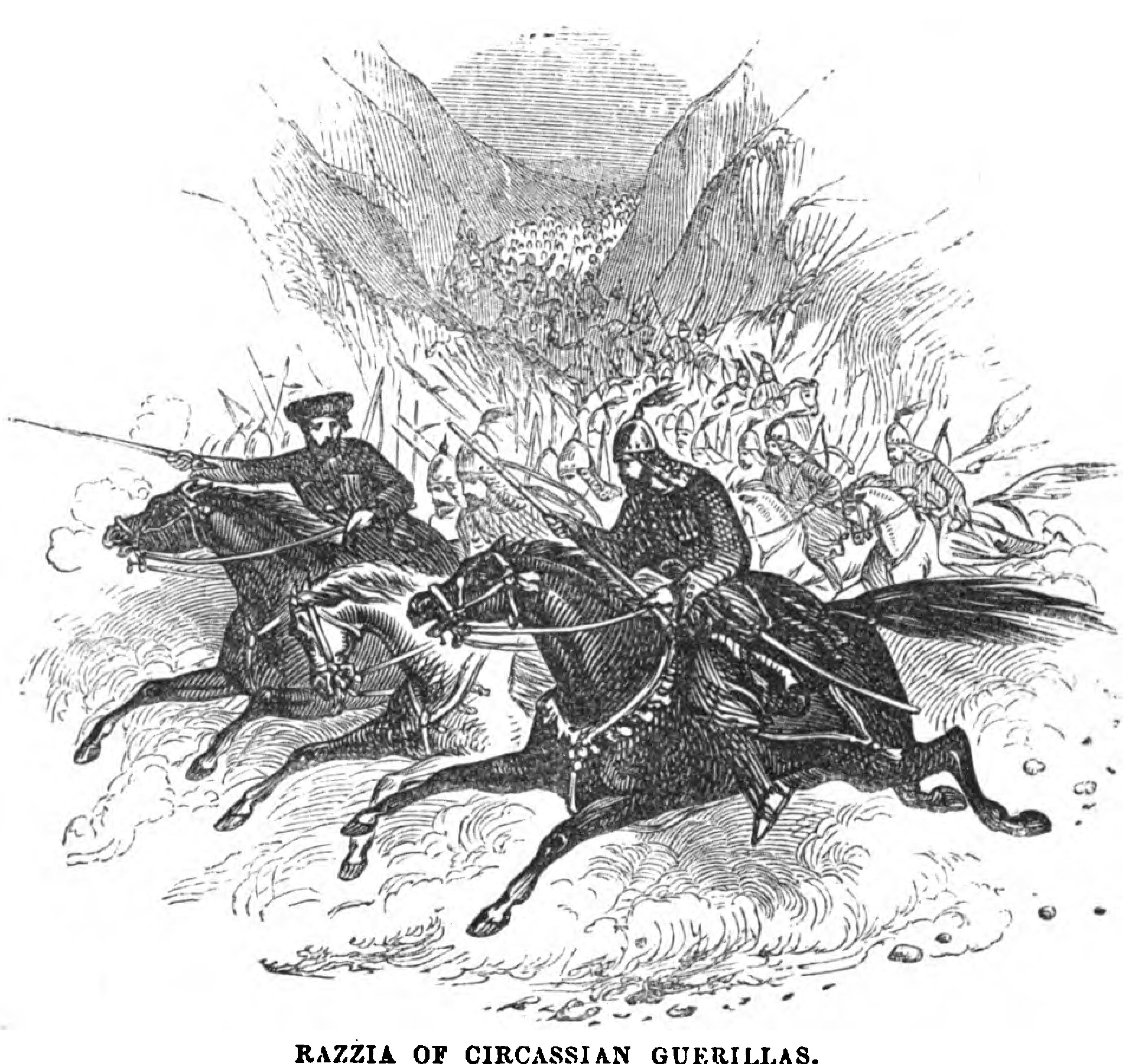
Razzia de guerriers circassiens en 1855. En 1867, la Russie impériale expulse les Circassiens vers l'Empire ottoman.
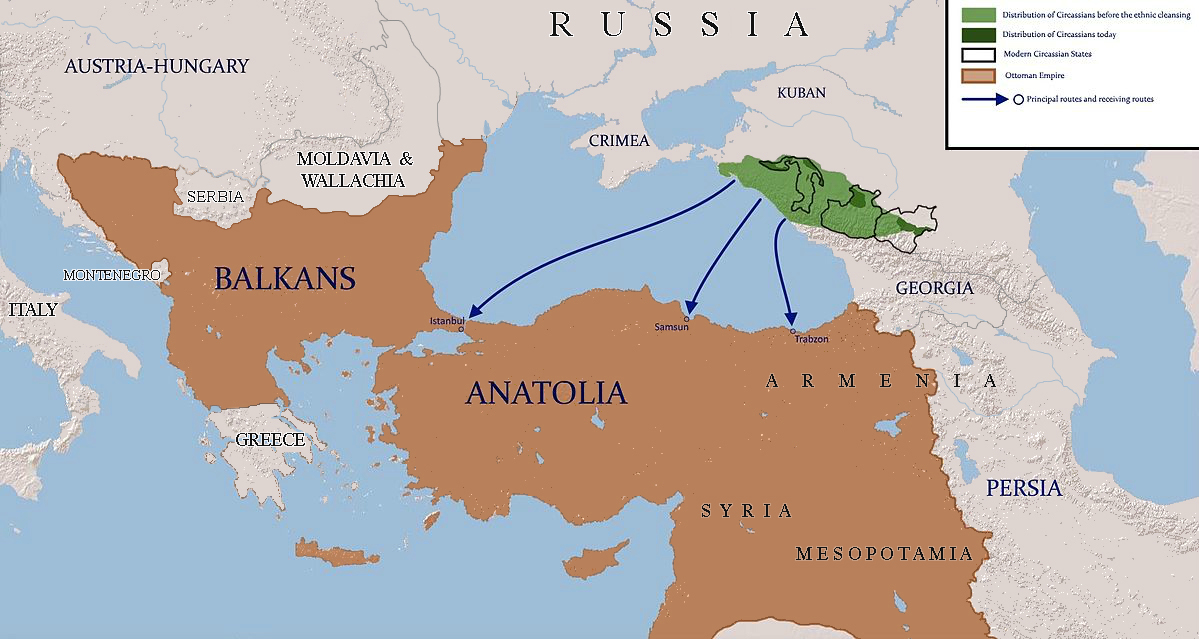
Expulsion des Circassiens de l'Empire russe (la Circassie en vert) vers l'Empire ottoman (brun), 1864-1867.
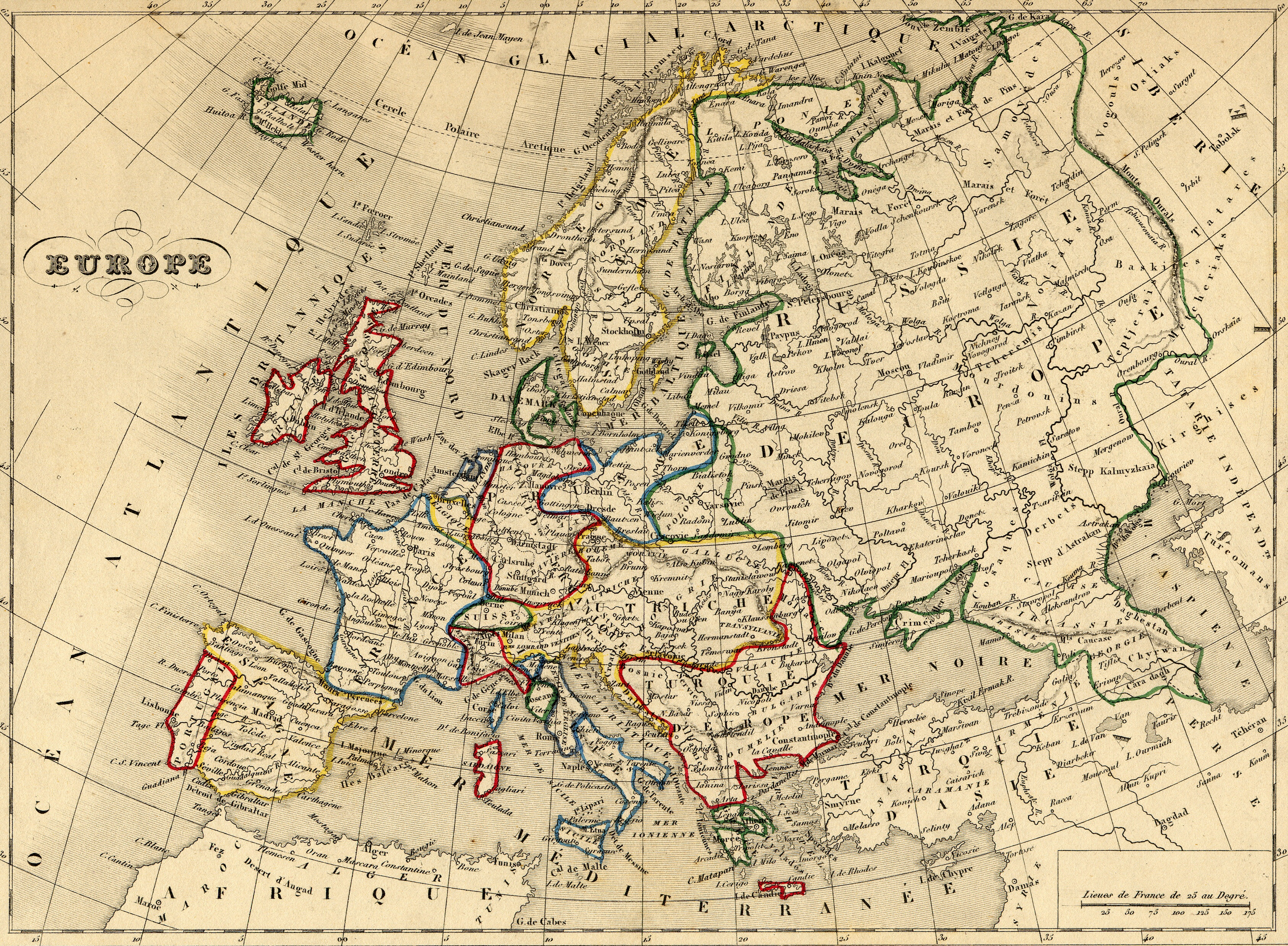
L’Europe en 1843 : la Circassie est mentionnée au nord du Caucase.
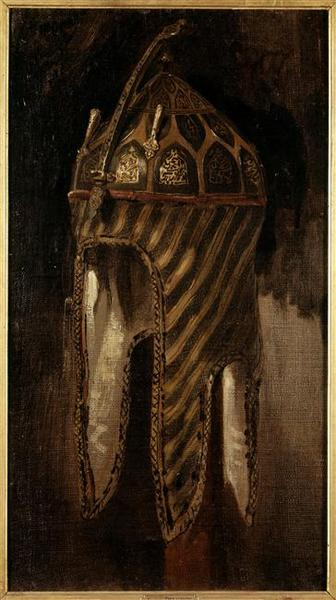
Étude de casque circassien Delacroix, 1826 Musée du Louvre[6].
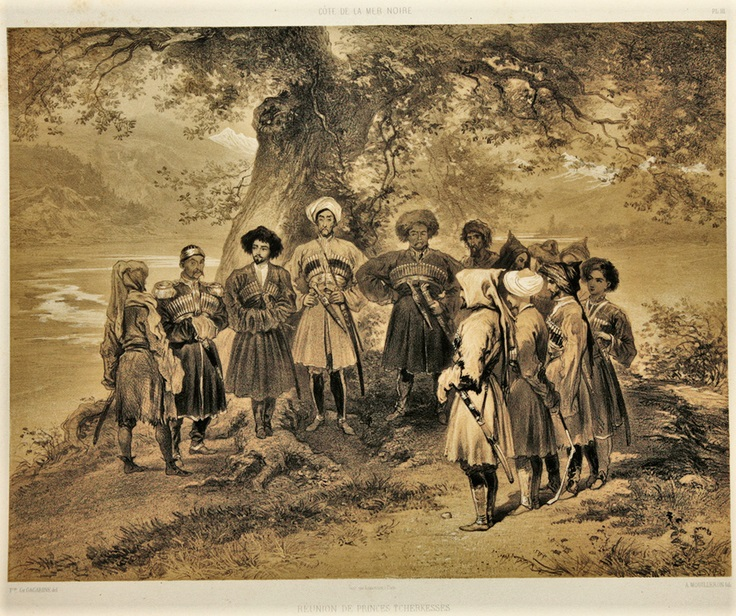
Réunion de princes tcherkesses, côtes de la Mer Noire, 1847.
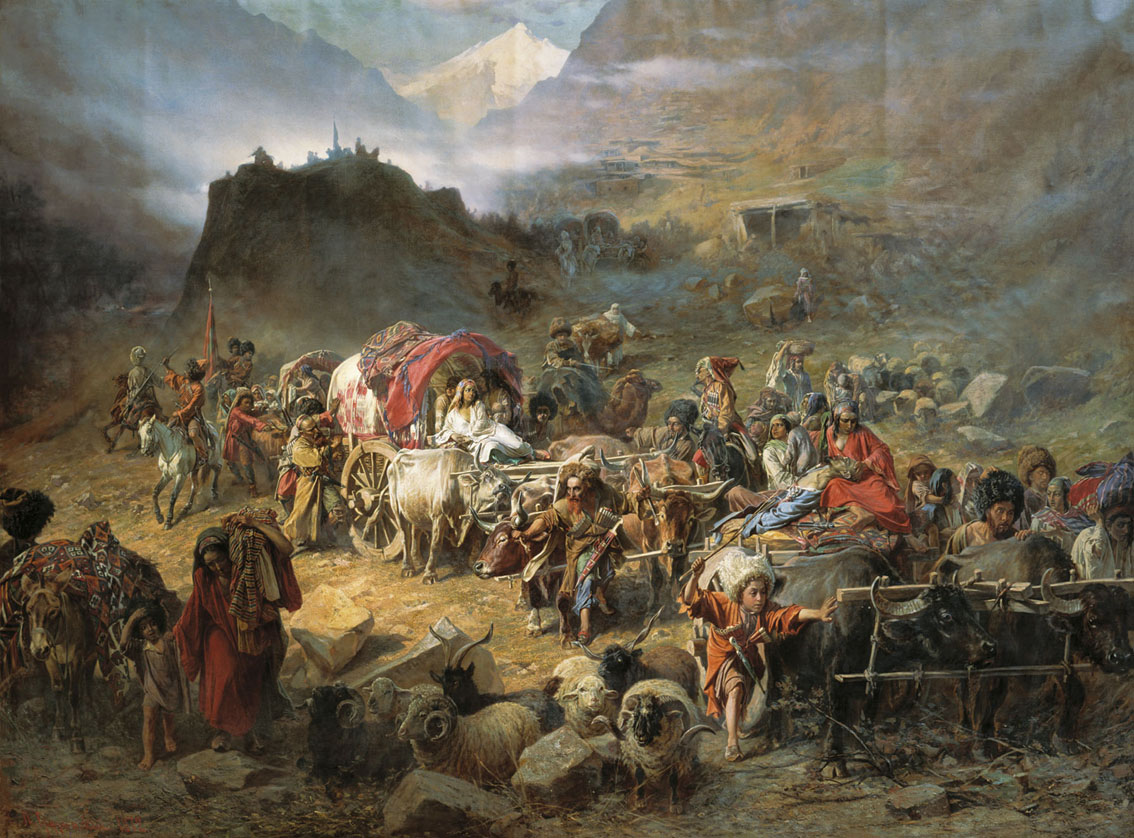
Abandon des villages circassiens à l’approche des troupes russes, Pyotr Nikolaevich Gruzinsky, 1872.
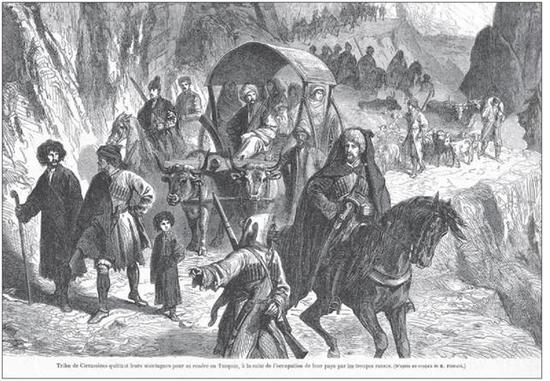
Réfugiés circassiens dans l'Empire ottoman.
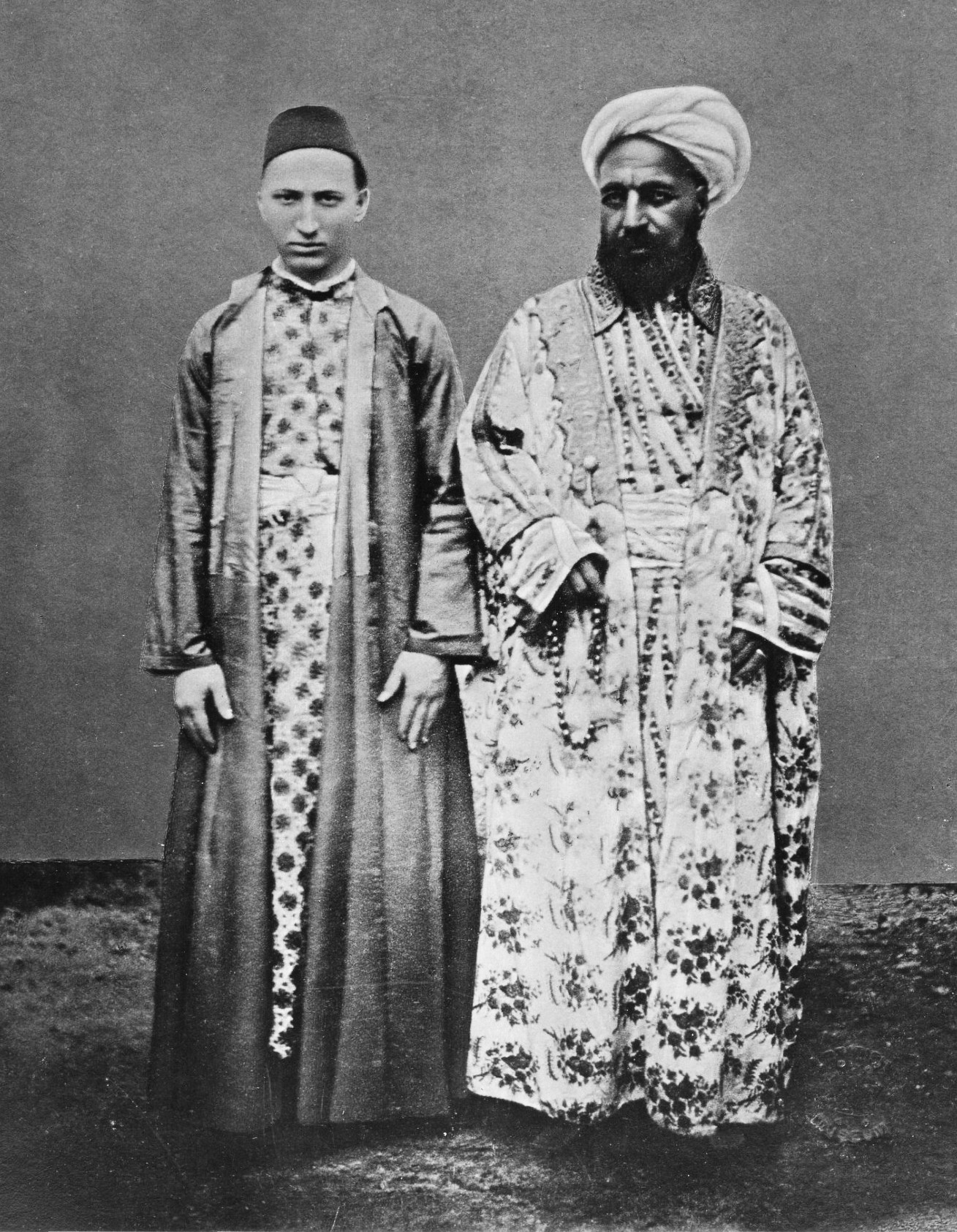
Riche marchand mecquois (à droite) et son esclave circassien (à gauche), par Christiaan Snouck, v. 1886.

## La diaspora circassienne

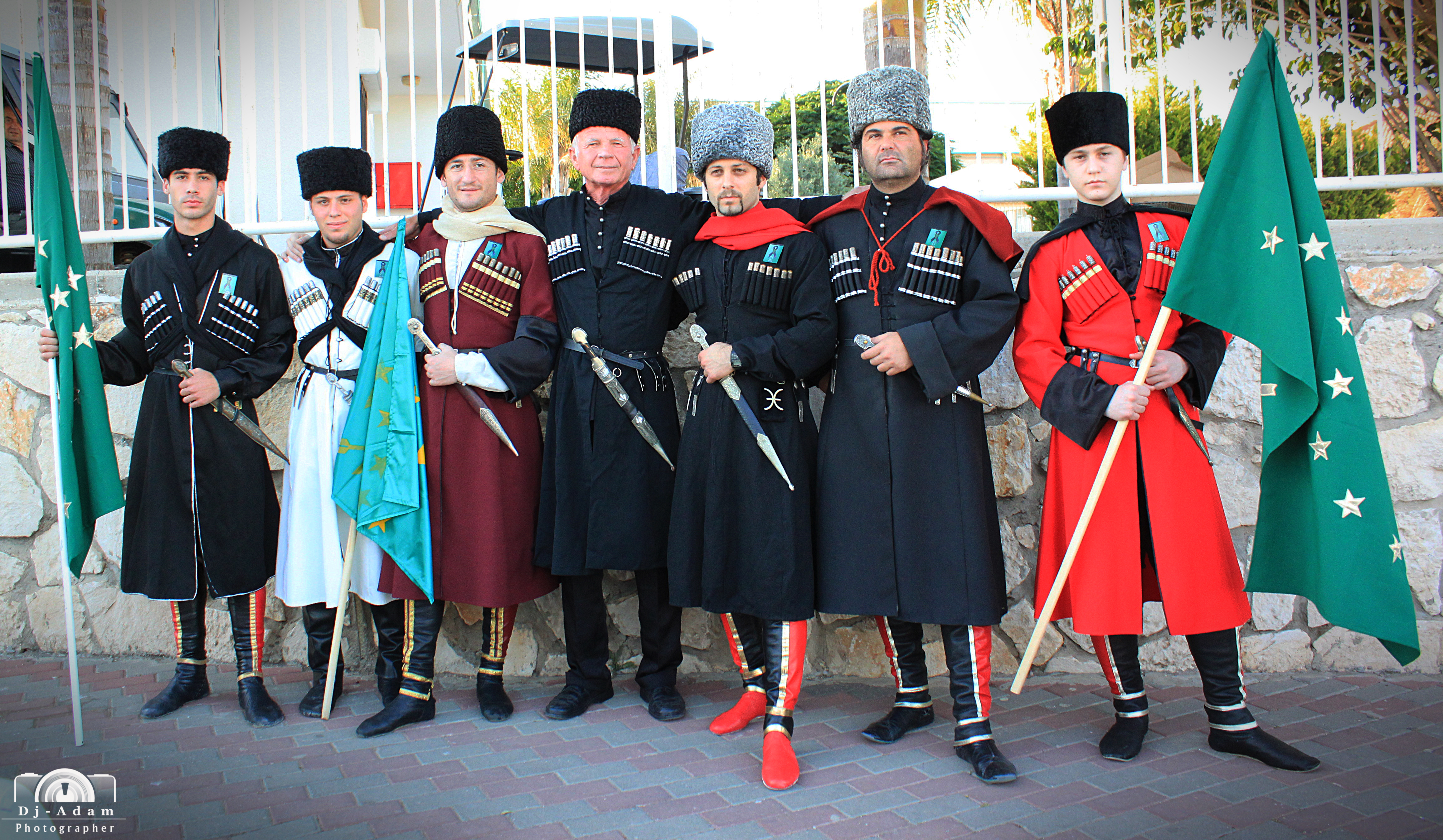
Circassiens de Kfar Kama en Basse Galilée, Israël, 2011.

Ceux qui sont restés en Circassie (aujourd'hui en Russie) sont actuellement nommés Adyguéens, Tcherkesses et Kabardes tandis que ceux de la diaspora ont conservé la dénomination ancienne de Circassiens. On trouve des communautés d'ascendance circassienne en Turquie (en grande partie assimilées, du moins en milieu rural), en Syrie, au Liban, en Jordanie (où ils forment une partie de la garde royale), en Égypte (incorporées à l'origine aux mamelouks), en Israël (à Kfar Kama et Rehaniya), en Dobroudja du Nord (à Slava Cercheză) et en Métohie (Kosovo) - du moins jusqu'en 1998, date à laquelle, bien que musulmane comme les Albanais locaux, cette communauté a été chassée par l'UCK albanaise.
De tous ces pays, des Circassiens ont émigré vers les États-Unis (États de New York et du New Jersey), l’Allemagne, les Pays-Bas et la France (où, les statistiques ethniques étant interdites, ils sont comptabilisés comme citoyens des pays dont ils sont issus, ou comme Français s'ils ont été naturalisés).
Dans son livre Istanbul, le prix Nobel Orhan Pamuk indique que « ma grand-mère avait du sang circassien […] ; lors de la guerre ottomano-russe entre 1877 et 1878, mon père avait immigré en Anatolie, et la famille s'est installée à Izmir ».

Diaspora circassienne
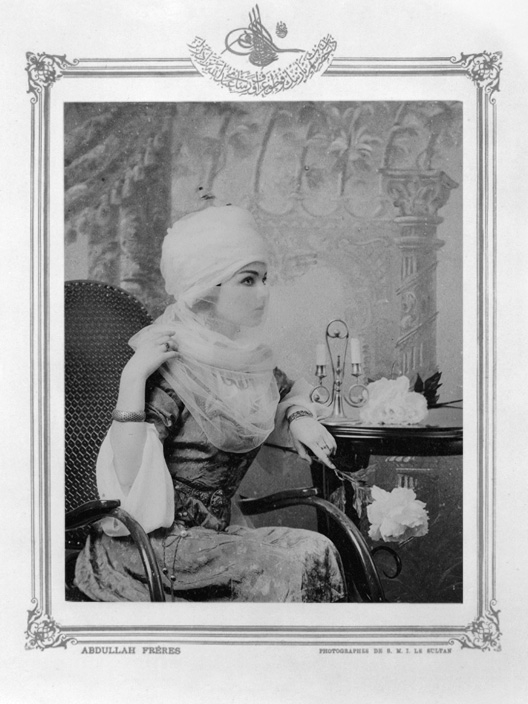
Aristocrate circassienne (par le photographe du sultan Abdulhamid II), XIXe siècle.
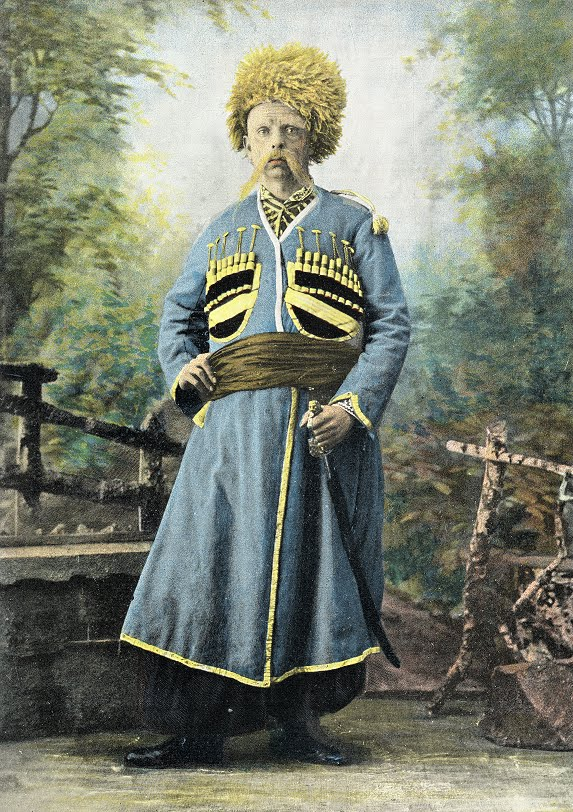
Circassien portant la tchokha traditionnelle (manteau de laine), 1898.
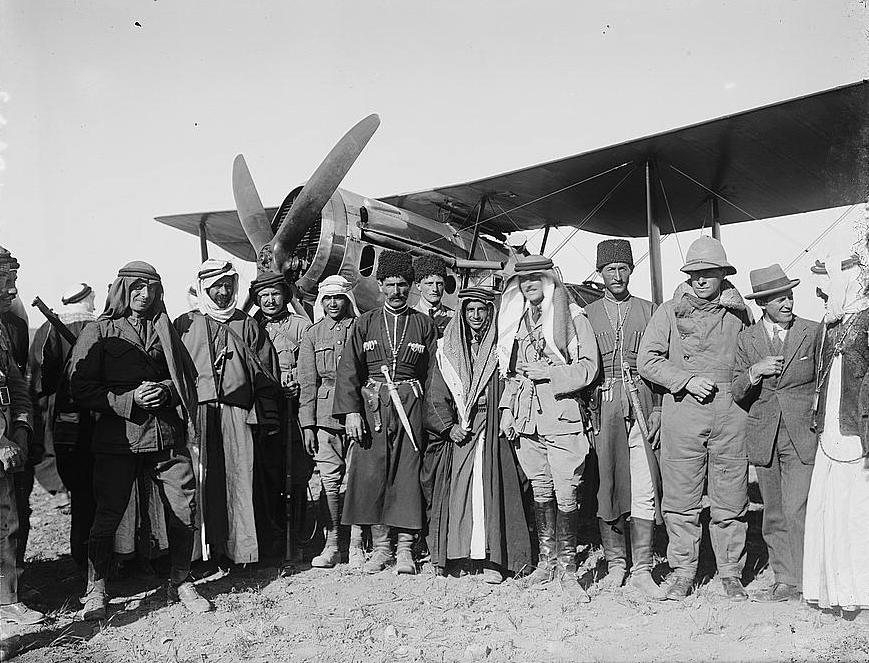
Chefs circassiens et bédouins à l'aéroport d'Amman (Jordanie), 1921.
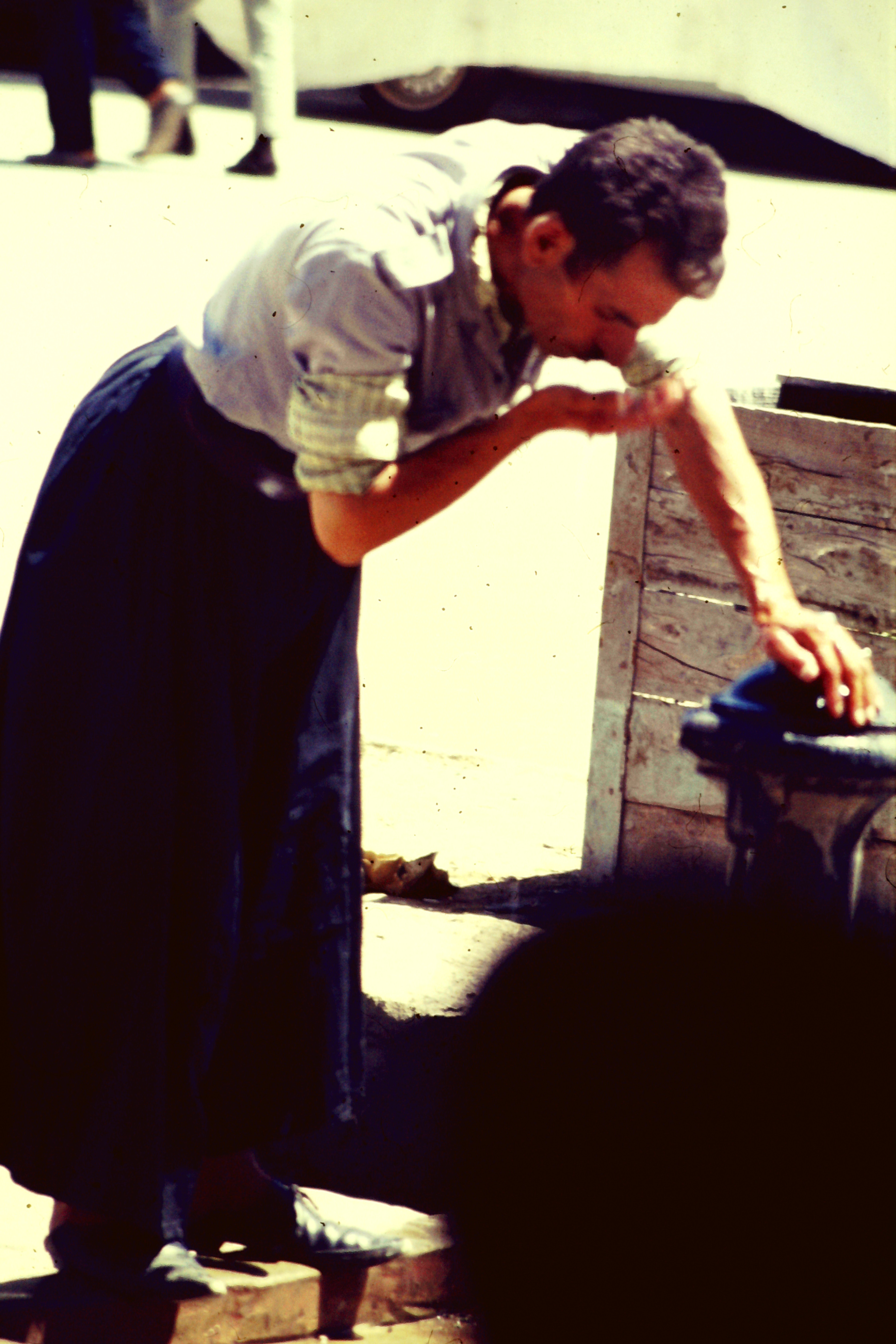
Circassien dans le nord de la Syrie.
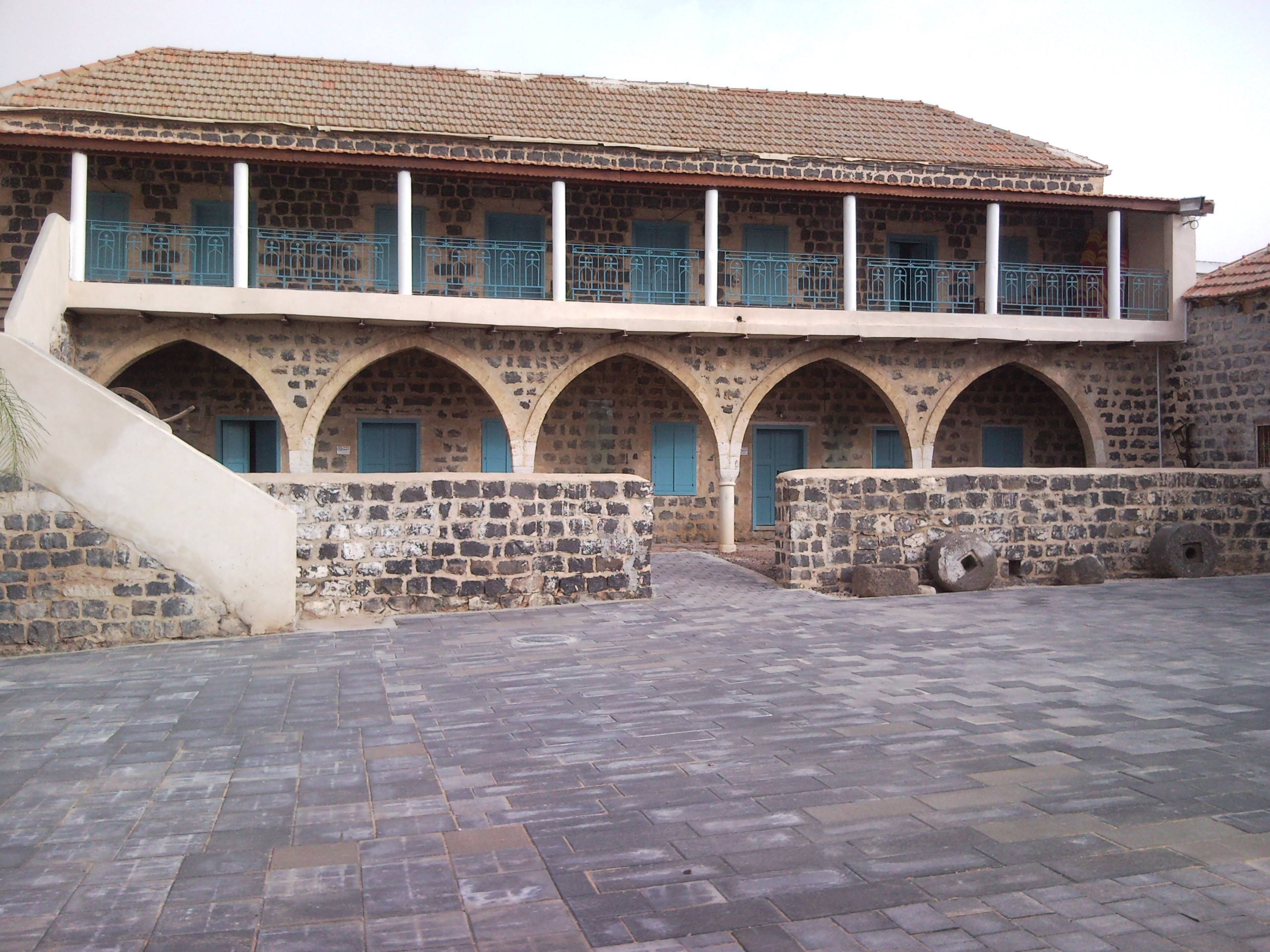
Musée Centre de l'héritage circassien à Kfar Kama (Israël).
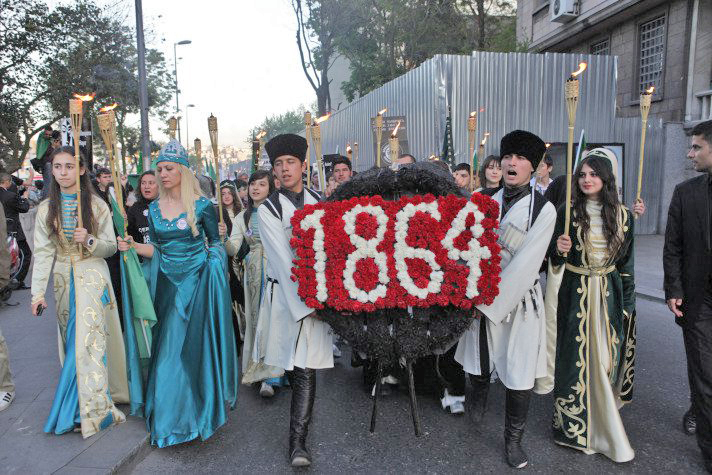
Commémoration de la déportation des Circassiens, 21 mai 2011, Istanbul (Turquie).